# 木更津工業高等専門学校
木更津工業高等専門学校（きさらづこうぎょうこうとうせんもんがっこう、英語: National Institute of Technology, Kisarazu College）は、千葉県木更津市にある日本の国立高等専門学校である。1967年に設置された。略称は木更津高専または木高専、木更津工専、国立木更津高専。

## 概要
学科は、機械工学科・電気電子工学科・電子制御工学科・情報工学科・環境都市工学科の5つがある。創立時には、土木工学科が存在したが、1994年に環境都市工学科に改組されている。また、創立時にあった電気工学科も2000年に電気電子工学科へ改称された。最近、KETpicの研究がされている。
木更津工業高等専門学校には専攻科が設置されている。5年間の学科過程を卒業した後の進路として、学生は専攻科を選択することが出来る。専攻科には、機械・電子システム専攻、制御・情報システム専攻、環境建設工学専攻がある。

## 沿革
- 1967年（昭和42年）6月 - 木更津工業高等専門学校、機械工学科・電気工学科・土木工学科で発足。開校式並びに第1回入学式挙行。
- 1977年（昭和52年）11月 - 創立10周年記念式典挙行。
- 1983年（昭和58年）4月 - 電子制御工学科設置。
- 1987年（昭和62年）11月 - 創立20周年記念式典挙行。
- 1990年（平成2年）4月 - 情報工学科設置。
- 1994年（平成6年）4月 - 土木工学科を環境都市工学科に改組。
- 1997年（平成9年）11月 - 創立30周年記念式典挙行。
- 2000年（平成12年） - 女子寮（なのはな寮）設置。
- 2000年（平成12年）4月 - 電気工学科を電気電子工学科に改称。
- 2001年（平成13年）4月 - 専攻科設置。
- 2004年（平成16年）4月 - 独立行政法人国立高等専門学校機構木更津工業高等専門学校となる。
- 2012年（平成24年)   -  女子寮（なのはな寮）増築。
- 2022年（令和4年）4月 - 国際寮設置。

## 設置学科

### 学科 (準学士課程) (5年制)
- 機械工学科
- 電気電子工学科
- 電子制御工学科
- 情報工学科
- 環境都市工学科

### 専攻科 (学士課程) (2年制)
- 機械・電子システム工学専攻
- 制御・情報システム工学専攻
- 環境建設工学専攻

## 学生寮
遠距離通学の学生のために、学生寮が設置されている。雄峰寮と呼ばれる男子寮となのはな寮と呼ばれる女子寮がある。また留学生の受け入れのために国際寮が雄峰寮、なのはな寮に包含される形で構成されている。

## 部活動・同好会

### 部活動
木更津高専にはさまざまな部、同好会が存在する。（以下は2024年4月現在）。

#### 運動部
- ホッケー部
- 陸上競技部
- サッカー部
- ソフトテニス部
- 野球部
- 卓球部

#### 文化部
- 電気部
- 写真部
- 自動車部
- 吹奏楽部
- 書道部
- 茶道部
- 美術部
- 軽音部
- eスポーツ部

### 同好会
- 文芸同好会
- ロボット研究同好会
- テーブルゲーム研究同好会
- 地盤研究同好会
- 土木技術研究同好会
- ドイツ語研究同好会
- プログラミング研究同好会
- 生物研究同好会
- 歴史研究同好会
- 音楽研究同好会
- 合唱同好会
- ボランティア情報局
- アウトドア同好会
- ピアノ同好会
- 将棋同好会
- デザイン同好会
- ゴルフ同好会
- 化学研究同好会
- 折り紙研究同好会
- 海外文化研究同好会
- クイズ研究同好会
- 天文研究同好会

## 交通アクセス
- 木更津駅より路線バス「清見台団地行き」（日東交通・小湊バス）に乗車、「高専前」もしくは「高専裏」で下車。乗車時間15分程。
- JR久留里線「祇園駅」から徒歩約20分。

## 混合学級の実施
2006年度入学生から2010年度入学生まで、2学年において混合学級が実施されていた。学科間の交流を目的とし、2学年の1年間を通じて、成績や寮生通生、男女比などによって学科混合の5クラスに分けられる。一般科目の授業はこのクラスで行い、専門科目の授業は学科ごとに分かれて行っていた。学年行事や学校行事（体育祭除く）では、基本的にこのクラス単位で行う。

## 著名な出身者
- 小髙陽一 - 千葉県長生村長 ※中退
- 紗倉まな - ポルノ女優（中退か卒業かは非公表）